# Nagy északi háború
A nagy északi háborút Svédország vívta az Oroszországot, Lengyelországot, Szászországot és Dániát magában foglaló koalícióval. 1700-ban tört ki és 1721-ben zárult le.

## Kezdete
1699-ben, Moszkvában kötött szövetséget I. Péter orosz cár és I. Frigyes Ágost szász választófejedelem (egyben II. (Erős) Ágost néven Lengyelország királya). Az orosz–dán szövetséget 1700 tavaszán kötötték meg.
Miután Oroszország békét kötött az Oszmán Birodalommal, I. Péter 1700 őszén megtámadta Svédországot: bevonult Észtországba. A lengyelek Livónia fővárosát, Rigát támadták meg.
Péter ostrom alá vette Narvát.

## Svéd sikerek

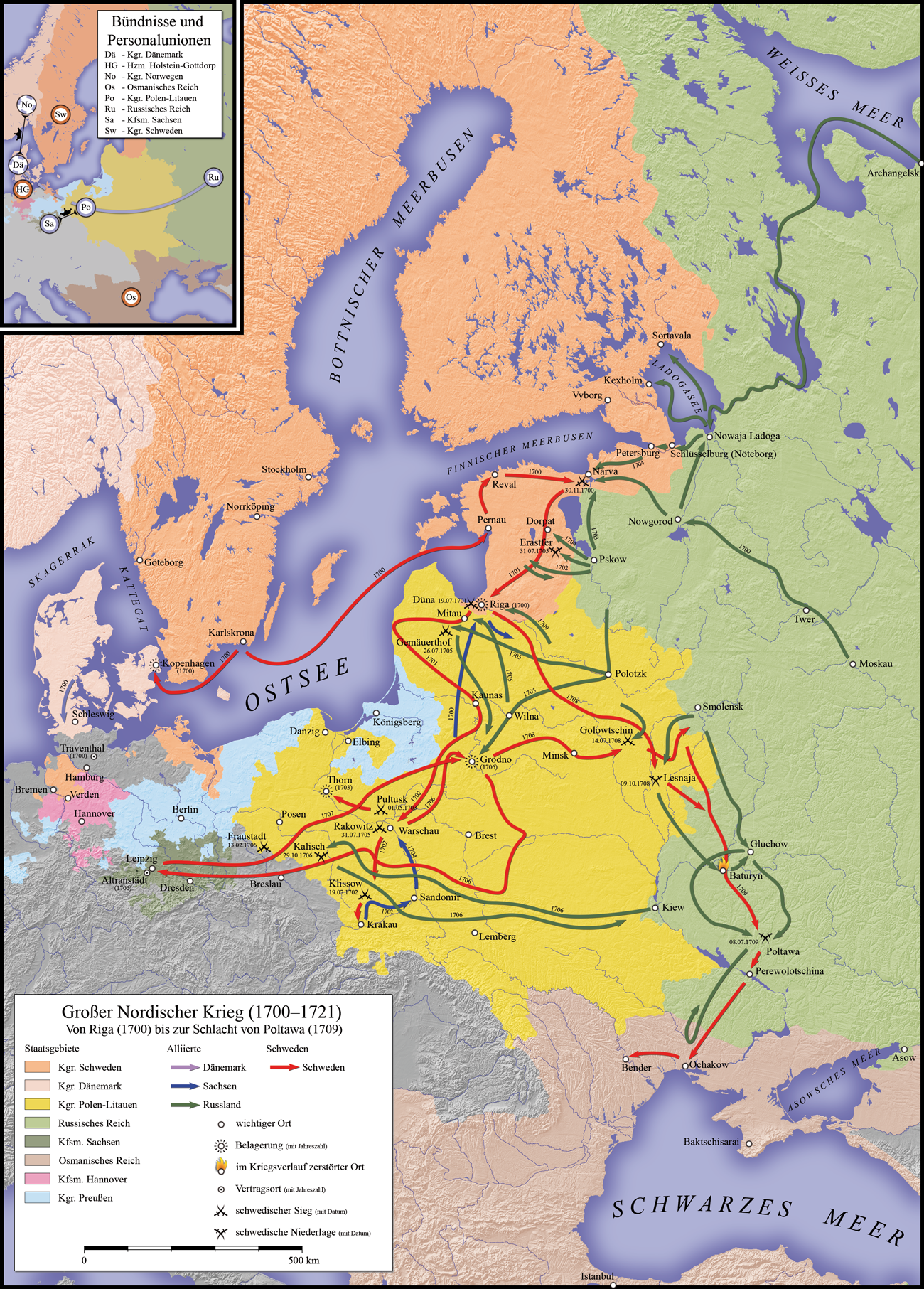
A nagy északi háború első szakasza (1700–1709)

XII. Károly svéd király közben Dánia ellen fordult. A svédek partra szálltak Dániában, és elfoglalták Koppenhágát. A dán flotta teljes megsemmisítését és Koppenhága tartós megszállását csak Anglia és Hollandia beavatkozása akadályozta meg. Ezután XII. Károly a Baltikum felé indult seregével. Október 6-án partra szállt Pärnunál, és elindult Riga felé, amit az egyesült szász–lengyel csapatok ostromoltak. Erős Ágost, miután hírét vette a svéd sereg közeledésének, beszüntette Riga ostromát, és visszavonult Kurzemébe. A svédek ezután 1700. november 19-én Narva alatt megsemmisítő vereséget mértek az orosz seregekre.
Károly nem követte az országuk belsejébe visszavonuló oroszokat, hanem minden erejével a lengyelek és szászok ellen fordult, akiket a rigai csatában le is győzött. 1701-ben felmentette Rigát, felszabadította Daugavpilst, elfoglalta Kurzemét, majd Litvániát. 1702 májusában elfoglalta Varsót, júliusban Krakkót, és a kliszówi csatában döntő vereséget mért a szász-lengyel erőkre. 1703-ban elfoglalta Gdańskot és Poznańt, végül 1704-ben megfosztotta Ágostot a lengyel tróntól, és I. Szaniszló néven Lengyelország királyává tette Stanisław Leszczyński herceget.

## I. (Nagy) Péter sikerei

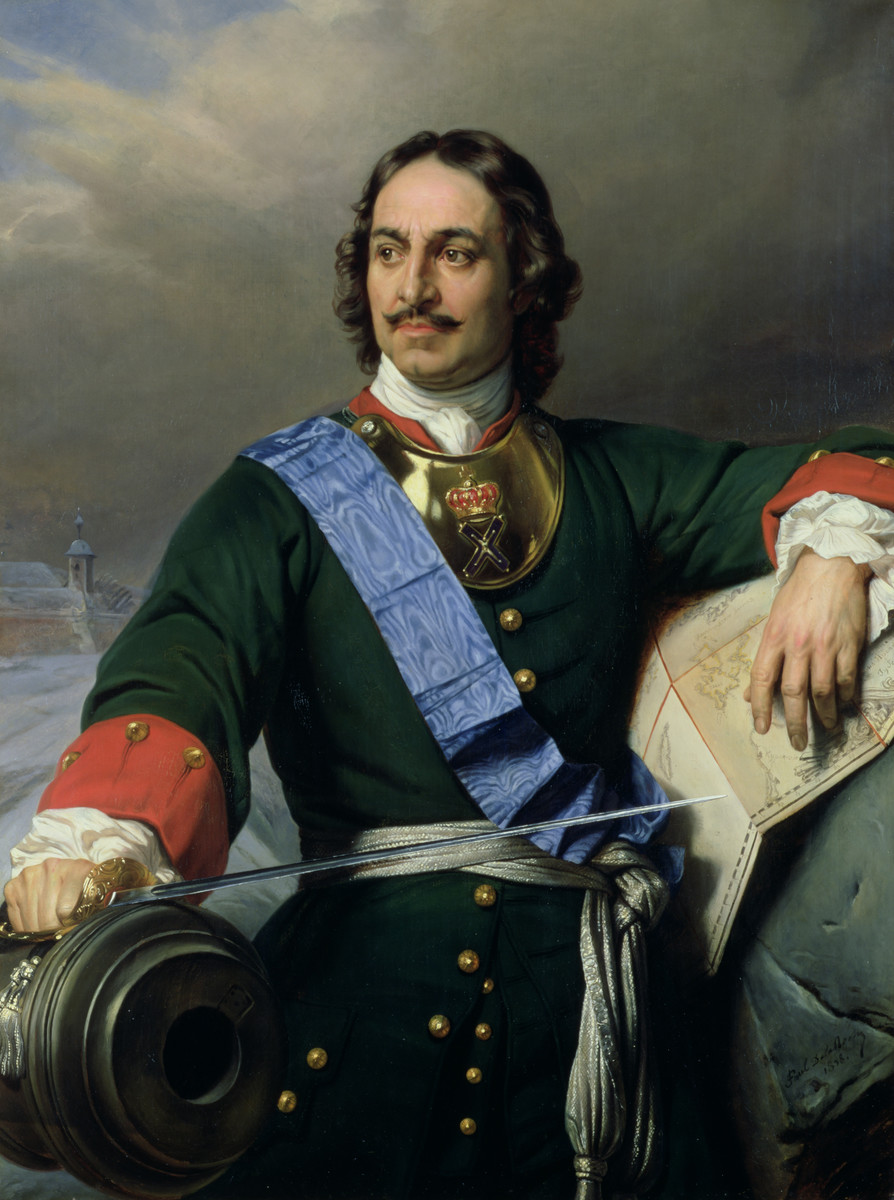
I. (Nagy) Péter orosz cár

I. Péter 1706 januárjában Erős Ágost megsegítésére indult, de a svédek Grodnónál megállították az orosz sereget. A szászok kénytelenek voltak békét kötni a svédekkel, felmondva szövetségüket Oroszországgal.
Időközben I. Péter jelentős sikereket ért el a Finn-öböl környékén. Az északi parton elfoglalta Nöteborgot (finn: Pähkinasaari) a déli parton Dorpatot (észt: Tartu) és Narvát. Hozzákezdett Oroszország új fővárosa, Szentpétervár felépítéséhez.

### A poltavai ütközet

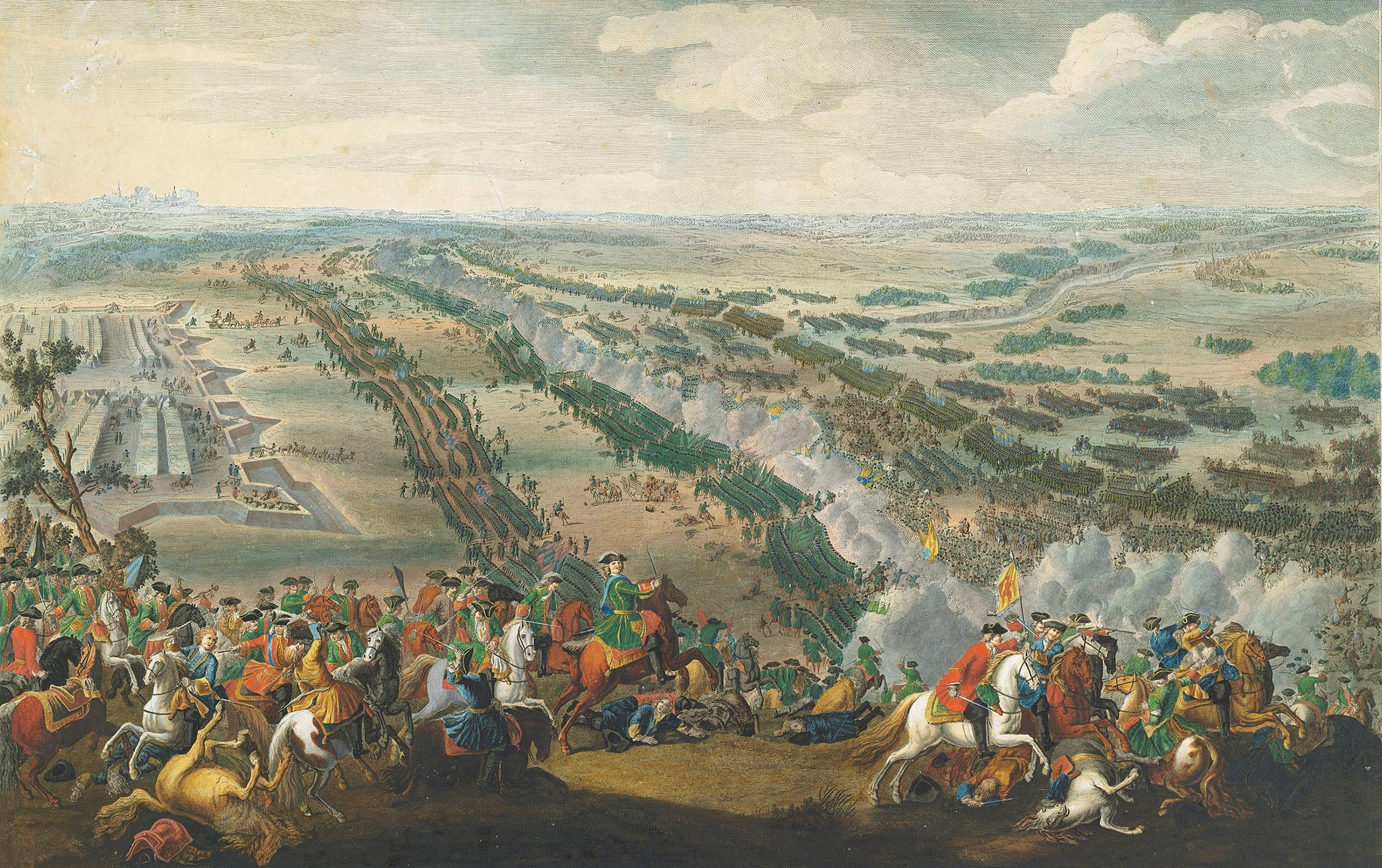
Poltavai ütközet Ifj. Denis Martens festménye 1726

Lengyelország teljes elfoglalása és a Szászországgal kötött béke után XII. Károly az oroszok ellen indult. 1708 januárjában ismét elfoglalta Grodnót, átkelt a Berezinán, tovább haladt Oroszország belsejébe. Elfoglalta Mogiljovot és Szmolenszket, majd élelmiszer-tartalékainak feltöltése végett Ukrajna felé vette az irányt, így jutott el Poltaváig. Itt 1709. június 27-én került sor a nagy északi háború és XII. Károly sorsát meghatározó döntő ütközetre. A poltavai csatában I. Péter megsemmisítő vereséget mért a svédekre. Az oroszok közel 20 000 svéd katonát ejtettek fogságba, és a svéd király is csak nagy nehézségek árán kelt át a Dnyeperen, hogy az Oszmán Birodalomba meneküljön.

## A poltavai ütközet következményei
Mivel XII. Károly Törökországban maradt, 1709-ben I. Péter elfoglalta Kurzemét, majd a következő évben Viborgot és a Baltikum több jelentős városát: Rigát, Tallinnt, Pärnut.
A dánok partra szálltak Dél-Svédországban, és Erős Ágost bevonult Lengyelországba. Leszczyński Szaniszló király elmenekült országából.

## Török–orosz háború
I. Péter az Oszmán Birodalomtól követelte XII. Károly kiadását, és ez 1710-ben újabb török–orosz háborúhoz vezetett. III. Ahmed szultán a Prut folyónál (Moldávia) legyőzte az orosz seregeket, így Péter kénytelen volt átengedni a törököknek Azov várát, Taganrogot, Kodakot, és felszámolni Azovi-tengeri flottáját.
A török háború nem volt hatással a Balti-tenger térségében folyó harci cselekményekre. Az orosz flotta elfoglalta Helsingforst (finn: Helsinki) és Åbót (finn: Turku).
Közben Szászország mellett más német államok is a svédek ellen fordultak. Poroszország elfoglalta Pomerániát, a hannoveri fejedelem Brémát és Verdent. A svédek 1712-ben tettek még egy utolsó kísérletet az európai birtokok visszaszerzésére, de ezt a dánok megakadályozták.

## XII. Károly visszatérése Svédországba
1714-ben XII. Károly inkognitóban átlovagolt fél Európán, és visszatért a svéd kézben lévő Stralsund várába. (Egy éjszakát Pesten töltött; a Váci utca elején emléktábla örökíti meg ezt a nevezetes eseményt.) Stralsund várát a szövetségesek azonnal ostrom alá vették, így a királynak csak egy évvel később, 1715 decemberében sikerült visszatérnie Svédországba. 1716 nyarán kiverte a dánokat Dél-Svédországból, majd 1716-ban megtámadta a dán uralom alatt lévő Norvégiát. Elfoglalta Krisztiániát (ma: Oslo), majd november 30-án Fredrikshald (ma: Halden) ostrománál elesett. Halála után a svéd seregek kivonultak Norvégiából.

### Béketárgyalások
1719 nyarán az orosz seregek Stockholm közelében partra szálltak, ami béketárgyalásokra kényszeríttette Ulrika Eleonóra királynőt. 1720-ban és 1721-ben is partra szálltak az orosz seregek. A svéd hadsereg felbomlott, így 1721. augusztus 30-án Oroszország és Svédország megkötötte a nystadi békét, lezárva a nagy északi háborút.

## A nystadi béke

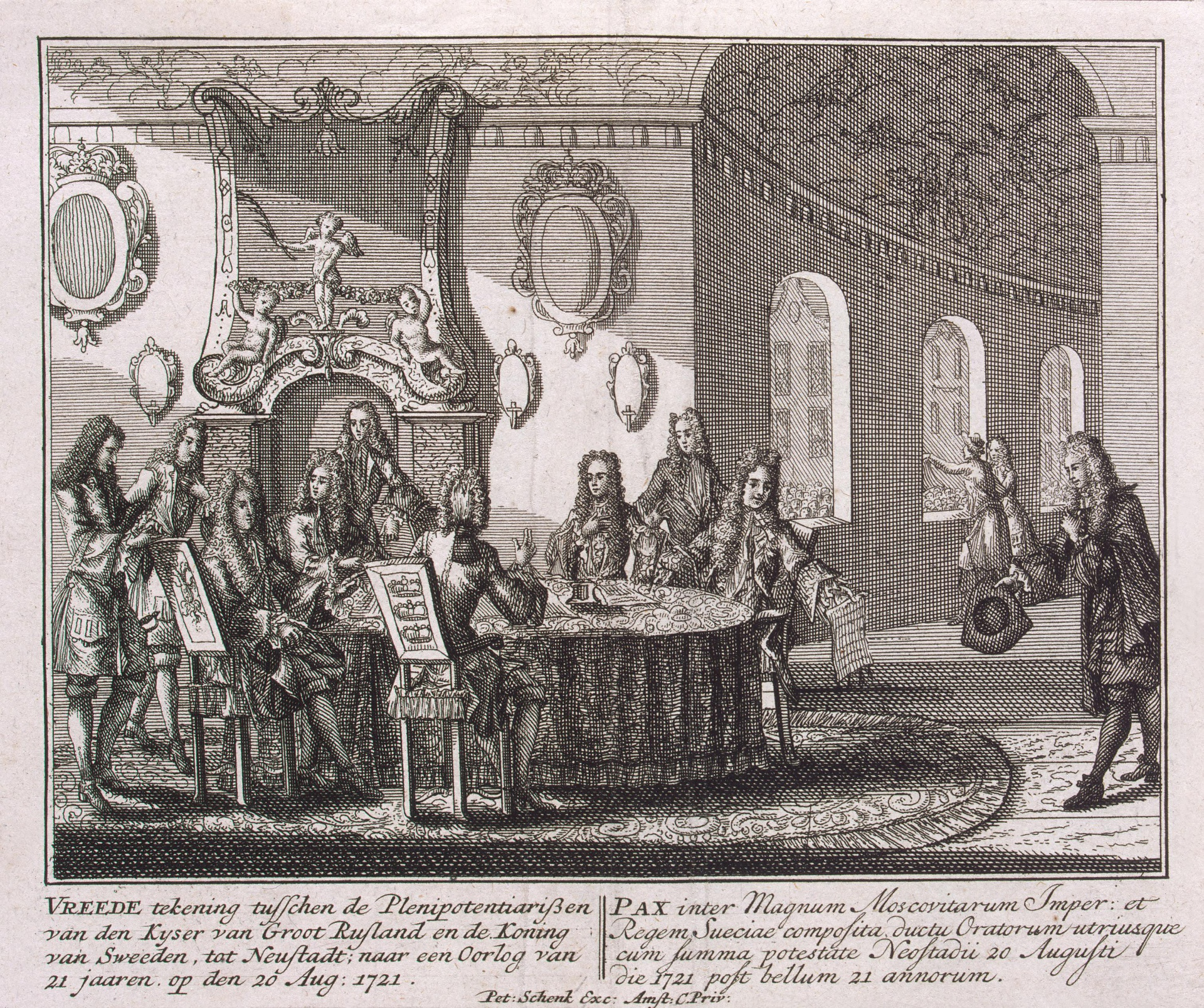
A nystadi béke aláírása 1721. augusztus 20-án — id. Peter Schenk(?)

Az 1721. augusztus 30-án (Gergely-naptár sz. szeptember 10-én) aláírt nystadi béke értelmében Oroszország birtoka lett Észtország, a Finn-öböl mindkét partja (Ingermanland), Délnyugat-Karélia és Viborg vára. Finnország többi része svéd kézen maradt; az orosz seregek a békekötés után kivonultak Finnországból. Livóniáért Svédország 2 millió birodalmi tallér kártérítést kapott és szabadkereskedelmi jogot az ottani gabona vámmentes vásárlására.
A nagy északi háborúval Oroszország megerősítette pozícióját a Baltikumban. Livónia és Észtország Oroszország egy-egy kormányzóságává vált. A nystadi békekötés után két hónappal I. Péter felvette az imperátor címet, és Oroszország hivatalos megnevezését Orosz Birodalomra változtatta.

## Érdekesség
- Bereményi Géza 1970-ben megjelent A svéd király című első kötetének címadó novellája XII. Károly dél-oroszországi hadjáratához kapcsolódik.

## Külső hivatkozások
- A nagy északi háború csatáinak időrendje